# Лэндрю, Мэри
Мэри Лоретта Лэндрю (англ. Mary Loretta Landrieu; род. 23 ноября 1955, Арлингтон, Виргиния, США) — американский политик, старший сенатор США от штата Луизиана с 3 января 1997 по 3 января 2015, член Демократической партии (входит в консервативное крыло партии).

## Биография
Лэндрю происходит из известной политической семьи из Нового Орлеана, штате Луизиана. Её отец Морис был мэром города (1970—1978), а позже министром жилищного строительства и городского развития США (1979—1981), а её брат Митч был вице-губернатором Луизианы (2004—2010), после чего он вступил в должность мэра Нового Орлеана.
Окончила Университет штата Луизиана в 1977 году. Она была членом Палаты представителей Луизианы (1980—1988), а позже казначеем штата (1988—1996). В 1995 году Лэндрю могла быть кандидатом на должность губернатора Луизианы от Демократической партии, однако не победила на праймериз. В следующем году она, однако, была избрана в Сенат США в 1996 году.
Была одним из возможных кандидатов на должность вице-президента от демократов на выборах 2004 года.
Играла важную роль в восстановлении родного штата после урагана Катрина и последующих наводнений в Новом Орлеане в сентябре 2005 года; резко критиковала президента Джорджа Буша-младшего и федеральное правительство за ненадлежащую активность в ликвидации последствий катастрофы.
В марте 2014 года включена МИД России в список лиц, в отношении которых введены санкции. Ей закрыт въезд в Российскую Федерацию на основе взаимности в связи с американскими санкциями по Украине и Крыму.
Относится к Римско-католической церкви. Замужем, имеет двоих детей.

## Ссылка
- Официальный сайт
- Упоминания в телепередачах кабельной сети C-SPAN